# Rapide Wedding
Rapide Wedding (offiziell: S.C. Rapide Wedding e. V. 1893) war ein Fußballverein aus Berlin-Wedding. Die erste Mannschaft spielte zwei Jahre in der seinerzeit erstklassigen Berliner Stadtliga und acht Jahre in der seinerzeit zweitklassigen Regionalliga Berlin.

## Geschichte
Vorgängervereine von Rapide Wedding waren zum einen der BFC Rapide 93 Niederschönhausen, der von einigen Schülern der Friedrichswerderschen Oberrealschule am 1. Oktober 1893 unter dem Namen Berliner Fußballclub Rapide (ab 26. Mai 1894 Berliner Fußball- und Cricketclub Rapide) in Niederschönhausen ins Leben gerufen worden war und am 28. Januar 1900 zu den Gründungsvereinen des DFB zählte. Der österreichische Rekordmeister Rapid Wien nahm diesen Namen zum Vorbild.
Die beiden anderen Vereine waren der Reinickendorfer BC 06 und BFC Wedding, die sich 1914 zum SC Wedding 1914 zusammenschlossen. Nach dem Zweiten Weltkrieg firmierten beide Vereine zunächst unter den Namen SG Niederschönhausen (Rapide 93) und SG Schillerpark (Wedding 1914), bevor 1950 die Fusion des SC Wedding mit Teilen der weiterhin existierenden SG Rapide Niederschönhausen (ab 1953 in Ostberlin umbenannt in BSG Empor Pankow) zum SC Rapide Wedding 1893 erfolgte.
Rapide Wedding wurde erstmals 1958 Meister der West-Berliner Amateurliga. Bei der Deutschen Amateurmeisterschaft dieses Jahres scheiterte man erst im Halbfinale am späteren Deutschen Amateurmeister Hombrucher FV 09 aus Dortmund. Die Meisterschaft der Berliner Amateurliga konnte 1966 wiederholt werden, verbunden mit dem Aufstieg in die Fußball-Regionalliga Berlin, der damals zweithöchsten Liga Deutschlands. Rapide Wedding spielte insgesamt acht Spielzeiten in der Regionalliga, nach deren Auflösung war man 1974 Gründungsmitglied der neuen Fußball-Oberliga Berlin. Im selben Jahr führte Rapide-Trainer Gerhardt Nitsch die Mannschaft zum Gewinn des Berliner Landespokals (Endspiel gegen Hertha Zehlendorf). In der damit verbundenen Qualifikation zur Teilnahme am DFB-Pokal gewannen die Berliner in der ersten Hauptrunde gegen den TuS Mayen (3:0), scheiterten später aber am Lokalrivalen Tennis Borussia Berlin deutlich mit 0:4.
Im Jahr darauf erreichte Rapide Wedding erneut die DFB-Pokal-Hauptrunde und unterlag nach einer 2:0-Führung dem VfB Stuttgart noch mit 2:9. Bis zur Fusion zur Sportlichen Vereinigung Nord Wedding 1893 im Jahr 2001 stieg der Verein jedoch noch bis in die sechstklassige Landesliga Berlin ab. Die A-Jugend des Vereins gewann 1975 die Berliner Meisterschaft. Die damalige Jungliga (entspricht der heutigen U-21) wurde 1981 Berliner Meister.

Logo der SV Nord Wedding

Der Fusionspartner SV Nord-Nordstern 1896 war 1973 aus den Vereinen VfL Nord Berlin und BFC Nordstern 07 entstanden, die beide lange Zeit in der Amateurliga Berlin spielten. Nachdem Nordstern 07 1972 und der VfL Nord 1973 aus der Amateurliga abgestiegen waren, schlossen sich beide Vereine noch im gleichen Jahr zusammen. In dieser Form blieb der Verein bis zur Fusion mit Rapide Wedding 2001 erhalten.
In der Saison 2009/10 stieg die 1. Herrenmannschaft der SV Nord Wedding in die neuntklassige Kreisliga A ab. 2010/11 erfolgte als Tabellenletzter ein weiterer Abstieg, nun in die Kreisliga B und 2014 wurde mit dem Abstieg in die Kreisliga C der absolute Tiefpunkt erreicht. Nur eine kurz darauf geschlossene Lücke in der Spielordnung ermöglichte zeitgleich der II. Mannschaft den Aufstieg von der Kreisliga C in die Kreisliga B, wodurch diese Schmach in den Chroniken elegant kaschiert wurde. Seit 2017 spielt die SV Nord Wedding wieder in der Kreisliga A.

## Spieler
- Karlheinz Subklewe (1969–1972)
- Heinz Gründel (19??–1976)
- Jörg Gaedke (197?–1980)
- Robert Kovač (19??–1988) Jugend
- Niko Kovač (19??–1989) Jugend
- Sven Meyer (197?–198?) Jugend
- Kofi Schulz (19??–1999) Jugend